# Пекулярна галактика
Пекуля́рна гала́ктика (від англ. peculiar — незвичайна, ARP) — галактики з особливостями, що не дають підстав віднести їх до виділених морфологічних класів. Також до пекулярних відносять галактики, що належать до якого-небудь визначеного класу, але мають особливості, які не передбачено класифікацією.
У каталогах їх зазвичай позначають англійською літерою p (або pec).
Перший «Атлас пекулярних галактик» (англ. ARP Atlas of Peculiar Galaxies) опубліковано 1966 року Халтоном Арпом (англ. Halton Christian Arp). Він містить 338 чудових світлин, отриманих за допомогою найбільших телескопів того часу, зокрема 5-метрового телескопа Паломарської обсерваторії (США). Прикладами можуть бути галактики Мессьє 87, Мессьє 82, NGC 128, NGC 4314.
Належність галактик до пекулярних досить умовна. Зокрема, крім вище названих унікальних прикладів пекулярними вважають галактики з активними ядрами. Іноді належність галактики до пекулярних викликає заперечення.
Прикладом пекулярної галактики є галактика Arp 263, яка знаходиться в сузір'ї Лева. В липні 2023 року, космічний телескоп Hubble зробив фотографію цієї галактики. Фото Arp 263 було отримане завдяки двом окремим спостереженням, які телескоп Hubble провів в рамках двох різних досліджень. Arp 263, відома також як NGC 3239, є неправильною галактикою нерівної форми, яка містить області недавніх зореутворень. Arp 263 розташована на відстані близько 25 млн світлових років від Землі. Астрономи вважають, що її неоднорідний вигляд пояснюється з'єднанням двох галактик. Крім того, на фото видно яскраву зірку BD+17 2217, — повідомила обсерваторія NASA.